# Період 3 періодичної системи елементів
| H  |    |    |    |    |    |    |    |    |    |    |    |     |    |     |     |     | He  |  |
| Li | Be |    |    |    |    |    |    |    |    |    |    | B   | C  | N   | O   | F   | Ne  |  |
| Na | Mg |    |    |    |    |    |    |    |    |    |    | Al  | Si | P   | S   | Cl  | Ar  |  |
| K  | Ca | Sc | Ti | V  | Cr | Mn | Fe | Co | Ni | Cu | Zn | Ga  | Ge | As  | Se  | Br  | Kr  |  |
| Rb | Sr | Y  | Zr | Nb | Mo | Tc | Ru | Rh | Pd | Ag | Cd | In  | Sn | Sb  | Te  | I   | Xe  |  |
| Cs | Ba | *  | Hf | Ta | W  | Re | Os | Ir | Pt | Au | Hg | Tl  | Pb | Bi  | Po  | At  | Rn  |  |
| Fr | Ra | ** | Rf | Db | Sg | Bh | Hs | Mt | Ds | Rg | Cn | Uut | Fl | Uup | Uuh | Uus | Uuo |  |
| -- | -- | -- | -- | -- | -- | -- | -- | -- | -- | -- | -- | --- | -- | --- | --- | --- | --- |  |
|    |    |    |    |    |    |    |    |    |    |    |    |     |    |     |     |     |     |  |
|    |    | *  | La | Ce | Pr | Nd | Pm | Sm | Eu | Gd | Tb | Dy  | Ho | Er  | Tm  | Yb  | Lu  |  |
|    |    | ** | Ac | Th | Pa | U  | Np | Pu | Am | Cm | Bk | Cf  | Es | Fm  | Md  | No  | Lr  |  |

| Третій період періодичної системи |

До третього періоду періодичної системи відносяться елементи третього рядка (або третьої періоду) періодичної системи хімічних елементів. Будова періодичної таблиці заснована на рядках для ілюстрації повторюваних (періодичних) трендів у хімічних властивостях елементів при збільшенні атомного номера: новий рядок починається тоді, коли хімічні властивості повторюються, що означає, що елементи з аналогічними властивостями потрапляють в один і той же вертикальний стовпець. Усі атоми третього періоду періодичної системи мають три електронні оболонки. Зовнішня (третя) електронна оболонка може бути занята від одного до максимально восьми електронів (аргон - [Ne] 3s2 3p6). Таким чином третій період містить 8 хімічних елементів (як і попередній), до нього входять: натрій, магній, алюміній, кремній, фосфор, сірка, хлор і аргон. Перші два з них, натрій і магній, входять до s-блоку періодичної таблиці, тоді як інші відностяться до р-блоку. Слід звернути увагу, що 3d-орбіталі у елементів не заповнені до 4 періоду, що дає періодам таблиці їх характерний вигляд «два рядки в одному».

## Огляд
Всі елементи третього періоду зустрічаються в природі і мають принаймні один стабільний ізотоп.

## Елементи
| Група  | 1     | 2     | 3 | 4 | 5 | 6 | 7 | 8 | 9 | 10 | 11 | 12 | 13    | 14    | 15   | 16   | 17    | 18    |
|        | I     | II    |   |   |   |   |   |   |   |    |    |    | III   | IV    | V    | VI   | VII   | VIII  |
| Символ | 11 Na | 12 Mg |   |   |   |   |   |   |   |    |    |    | 13 Al | 14 Si | 15 P | 16 S | 17 Cl | 18 Ar |

| Лужні метали | Лужноземельні метали | Лантаноїди | Актиноїди | Перехідні метали | Постперехідні метали | напівметали | Неметали | Галогени | Інертні гази |

### Електронні конфігурації
| Хімічний елемент | Хімічний елемент | Хімічний елемент | Група періодичної системи | Електронна конфігурація |
| 11               | Na               | Натрій           | Лужний метал              | [Ne] 3s1                |
| 12               | Mg               | Магній           | Лужноземельний метал      | [Ne] 3s2                |
| 13               | Al               | Алюміній         | Постперехідний метал      | [Ne] 3s2 3p1            |
| 14               | Si               | Кремній          | Металоїд                  | [Ne] 3s2 3p2            |
| 15               | P                | Фосфор           | Неметал                   | [Ne] 3s2 3p3            |
| 16               | S                | Сірка            | Неметал                   | [Ne] 3s2 3p4            |
| 17               | Cl               | Хлор             | Галоген                   | [Ne] 3s2 3p5            |
| 18               | Ar               | Аргон            | Інертний газ              | [Ne] 3s2 3p6            |

### Натрій

Натрій

Натрій (Na) — лужний метал сріблясто-білого кольору з атомним номером 11, атомною масою 22,98977, що має один стабільний ізотоп 23Na.
Вміст натрію у земній корі 2,64% за масою. Натрій присутній у великих кількостях у світовому океані у формі хлориду натрію. У живих організмах натрій знаходиться більшою частиною зовні клітин (приблизно у 15 разів більше ніж у цитоплазмі). Цю різницю підтримує натрій-калієвий насос, який відкачує натрій, що потрапив всередину клітини. Рекомендована доза натрію становить для дітей від 600 до 1700 міліграмів, для дорослих від 1200 до 2300 міліграмів. У вигляді кухонної солі це становить від 3 до 6 грамів на день.

### Магній

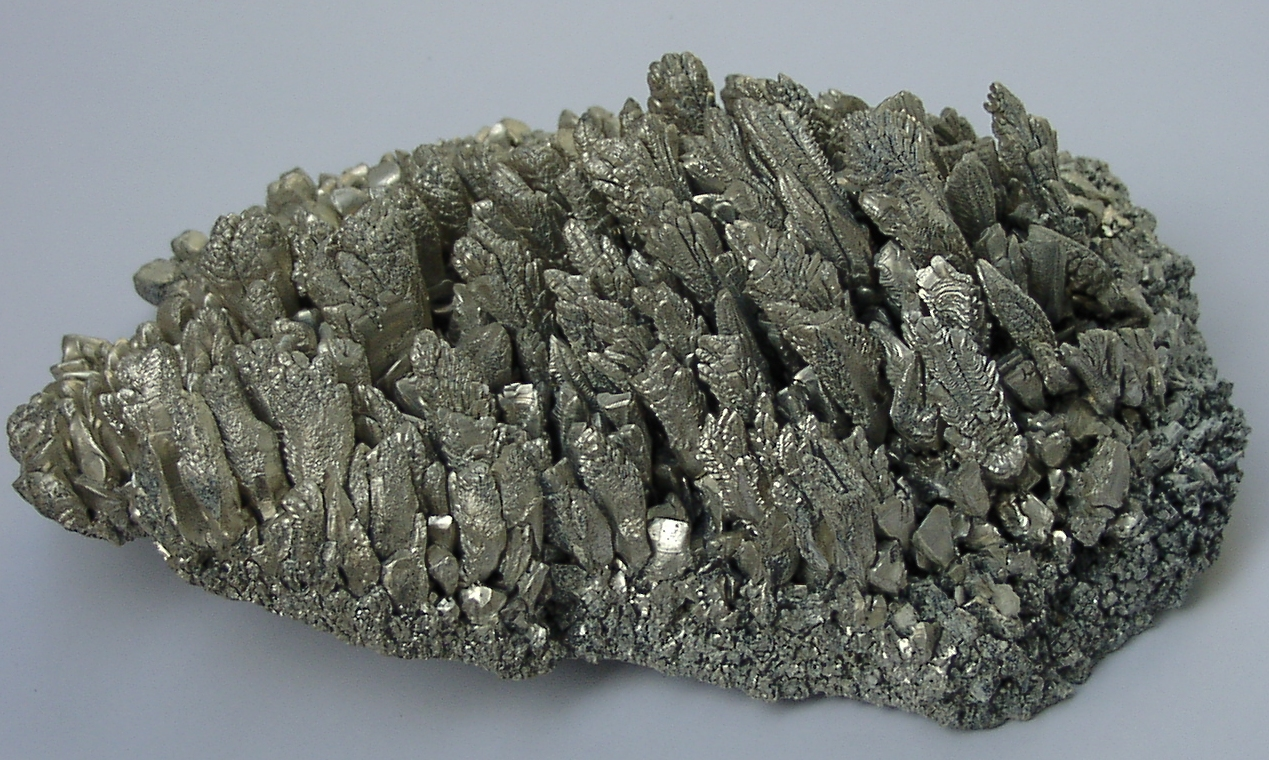
Шматок розміром 24 см з кристалів Магнію

Магній (Mg) — лужноземельний метал сріблясто-білого кольору з атомним номером 12 і атомною масою 24,305. Має три стабільних ізотопи: 24Mg (78,60%), 25Mg (10,11%), 26Mg (11,29%).
Основна область використання магнію — виробництво магнієвих сплавів. Магній застосовують також для легування сплавів на основі алюмінію, для металотермічного отримання деяких металів (Ti, U, Zr, V та ін.), для розкислення та десульфурації ряду металів і сплавів, у синтезі магнійорганічних з'єднань. Йони магнію знайдені у хлорофілі.

### Алюміній

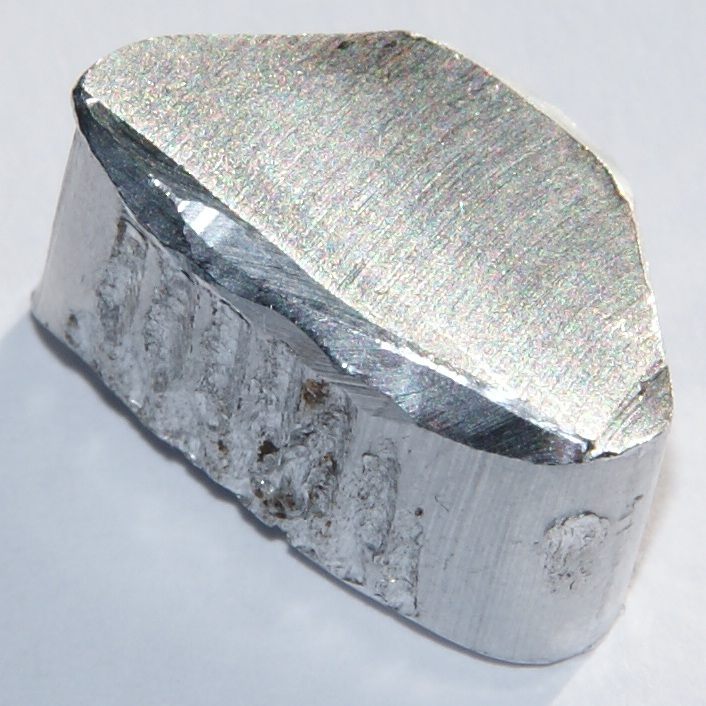
Шматок алюмінію 1 на 2 см та вагою 2,6 грами

Алюміній (Al) — постперехідний метал сріблясто-білого кольору з атомним номером 13, атомною масою 26,98154, що має один стабільний ізотоп 27Al.
Вміст алюмінію у земній корі 8,8% за масою. За поширеністю у природі він займає четверте місце серед всіх елементів (після кисню, водню і кремнію) та перше серед металів. У вільному вигляді не зустрічається. Алюміній використовують головним чином для отримання алюмінієвих сплавів. Чистий алюміній — конструкційний матеріал у будівництві будинків, у суднобудуванні, для обладнання силових підстанцій і т. д. Застосовують алюміній також для виготовлення кабельних, струмопровідних та інших виробів в електротехніці, корпусів і охолоджувачів діодів, спеціальної хімічної апаратури, товарів народного споживання. Покриття з алюмінію наносять на сталеві вироби для підвищення їх корозійної стійкості.

### Кремній

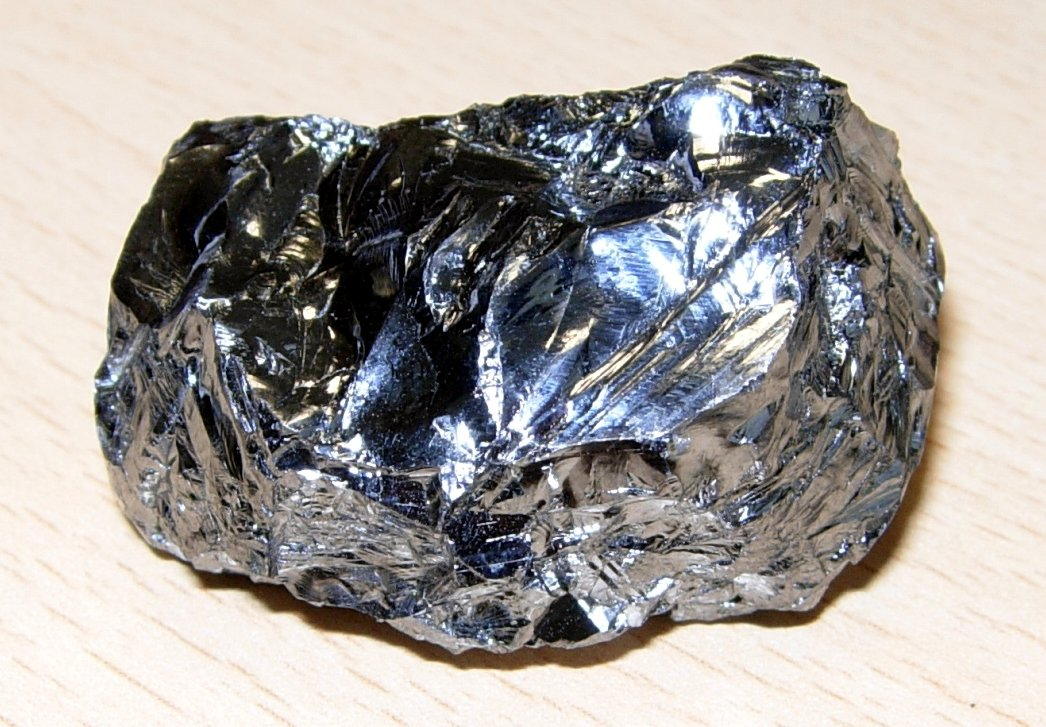
Кремній

Кремній (Si) — металоїд, напівпровідник з атомним номером 14. Чиста речовина утворює темно-сірі зі смолистим блиском крихкі кристали з гранецентрованою кубічною ґраткою типу алмазу. За новою номенклатурою IUPAC Силіцій належить до групи 14 періодичної системи елементів, за старою — до IV підгрупи основної групи.
Густина кремнію 2,328, tплав 1415 °C, tкип 3250 °C. Твердість за Брінеллем 2,4 ГПа, за Моосом 7. Модуль пружності 109 ГПа. Кремній — напівпровідник, електричні властивості якого сильно залежать від домішок.
При низькій температурі Силіцій хімічно інертний. З багатьма металами утворює силіциди. Вміст у земній корі 27,6% за масою. Солі кремнієвих кислот поширені в природі — мінерали класу природних силікатів. При ізоморфному заміщенні в їхній структурі частини кремнію алюмінієм утворюються алюмосилікати. Відомо понад 400 мінералів, що містять Силіцій. Найважливіші мінерали Силіцію — силікати, кремнезем.
На кремнію виготовляють більшість інтегральних схем.

### Фосфор

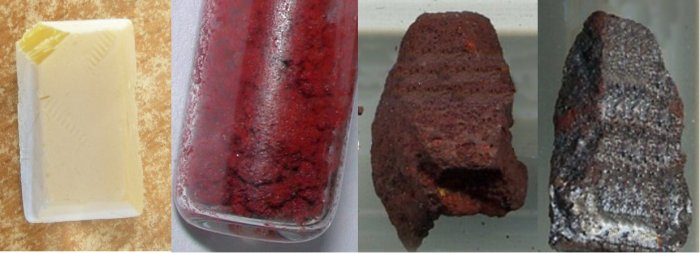
Різні алотропи фосфора, зліва направо: білий, червоний, жовтий та чорний фосфор

Фосфор (P) — хімічний елемент 15-ї групи (по застарілої класифікації — головної підгрупи п'ятої групи) третього періоду періодичної системи; неметал; має атомний номер 15. Один з поширених елементів земної кори: його зміст становить 0,08-0,09% її маси. Концентрація у морській воді 0,07 мг/л. У вільному стані не зустрічається через високу хімічну активность. Утворює близько 190 мінералів, найважливішими з яких є апатит Ca  5  (PO  4 )  3  (F, Cl, OH), фосфорит та інші. Фосфор міститься у всіх частинах зелених рослин, ще більше його в плодах і насінні (див. фосфоліпіди). Міститься в тканинах тварин, входить до складу білків та інших найважливіших органічних сполук (АТФ, ДНК), є елементом життя.

### Сірка

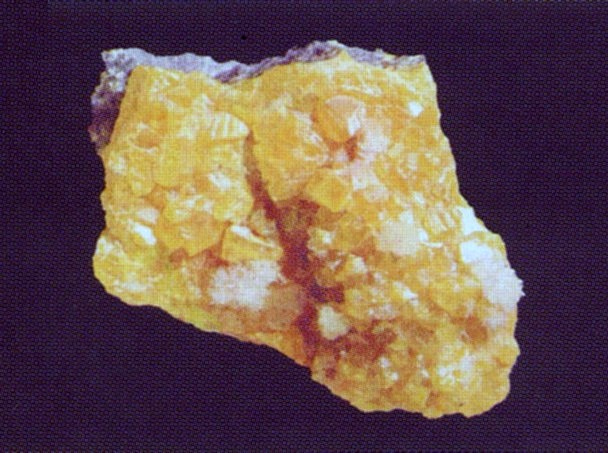
Сірка самородна

Сірка (S) — хімічний елемент VI групи періодичної системи елементів, неметал, атомова вага 32,064; неметал; жовта кристалічна речовина. Досить поширений елемент, на неї припадає близько 0,1% маси земної кори. У природі вона зустрічається як у вільному стані — так звана самородна сірка, але значно частіше сірка зустрічається у зв'язаному вигляді, тобто у вигляді різних сполук. Найважливіші з них — залізний колчедан, або пірит FeS2, цинкова обманка ZnS, свинцевий блиск PbS, мідний блиск Cu2S, гіпс CaSO4 · 2H2O, мірабіліт Na2SO4 · 10H2O тощо.
У невеликих кількостях сірка міститься в кам'яному вугіллі і нафті, а також в усіх рослинних і тваринних організмах, оскільки вона входить до складу білків. Знайдена у двох амінокислотах: цистеїні та метіоніні.
Сірку застосовують переважно у хімічній промисловості для виробництва сірчаної кислоти, синтетичного волокна, сірчистих барвників, димного пороху, у ґумовій промисловості, також у сільському господарстві, фармацевтиці тощо.

### Хлор

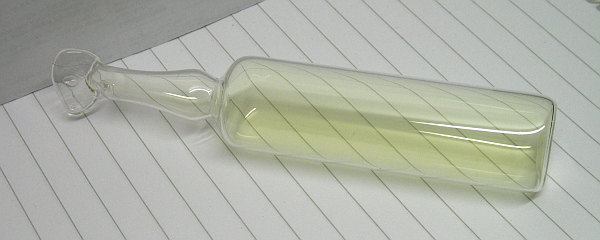
Блідо-жовтий-зелений газ

Хлор (Cl) — елемент 17-ї групи періодичної таблиці хімічних елементів (за застарілою класифікацією — елемент головної підгрупи VII групи) з атомним номером 17. Позначається символом Cl (лат. Chlorum). Хімічно активний неметал. Входить у групу галогенів (спочатку назву «галоген» використовував німецький хімік Швейгер для хлору [дослівно «галоген» перекладається як солерід], але воно не прижилося, і згодом стало загальним для VII групи елементів, у яку входить і хлор).
Проста речовина хлор (CAS-номер: 7782-50-5) за нормальних умовах — отруйний газ жовтувато-зеленого кольору важчий за повітря, з різким запахом. Молекула хлору двоатомна (формула Cl 2). Використовується як дезинфікуючий засіб, особливо у плавальних басейнах.

### Аргон

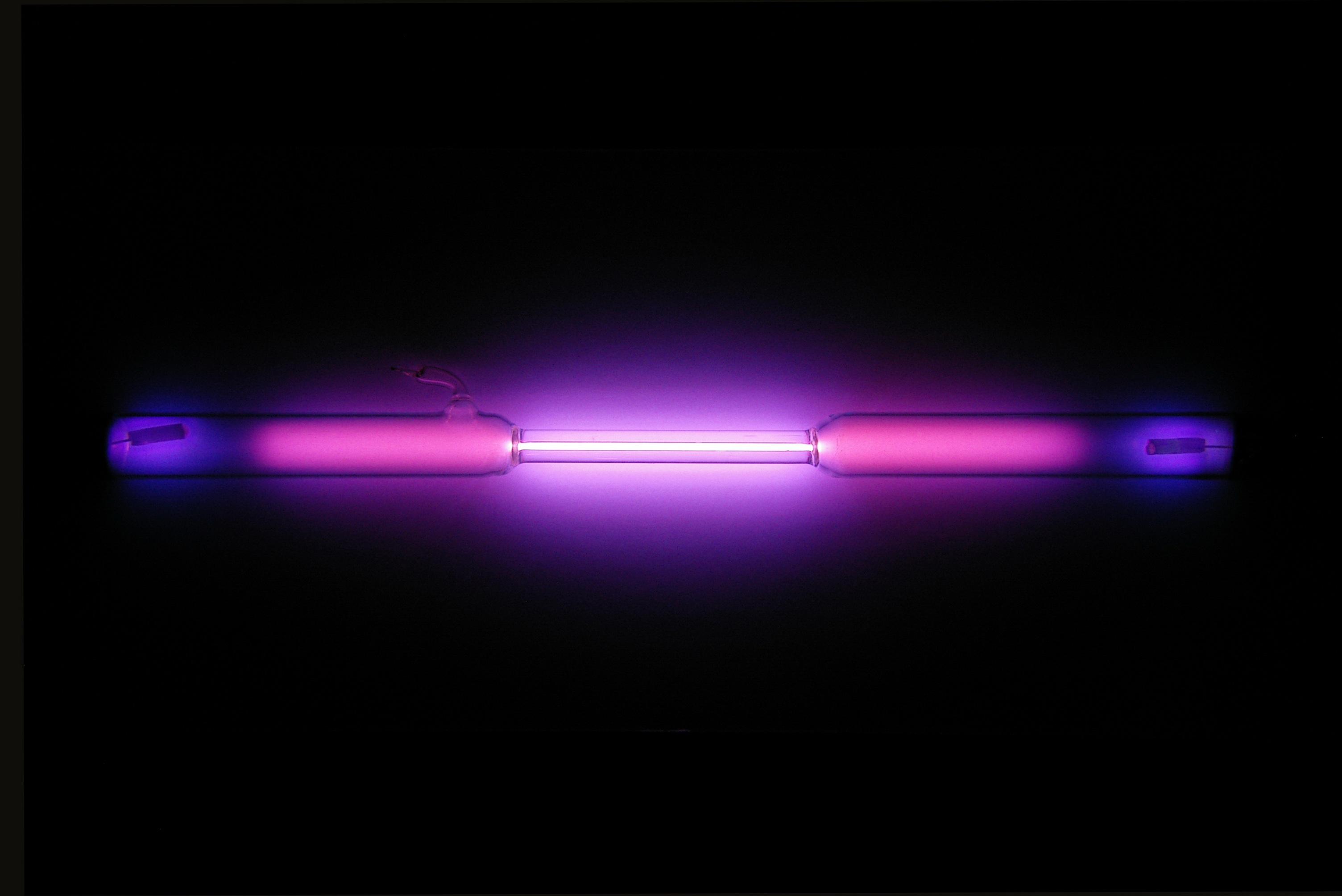
Аргонова спектральна розрядна трубка

Аргон (Ar) є інертним газом, що робить його майже повністю нереакціонноспособним. Лампи розжарювання часто заповнюють інертними газами, у тому числі і аргоном, що оберігає нитки від перегорання при високих температурах.
хімічний елемент з атомним номером 18, а також його проста речовина, інертний газ, без кольору і запаху. Вважається, що він не вступає в реакції з іншими елементами, проте недавно встановлено, що він може з'єднуватися з фторидом бору. Міститься в атмосфері Землі (1 %).
Відноситься до нульової групи періодичної системи елементів, атомна вага 39,944. Природний аргон складається з ізотопів 36Ar (0,337%). 38Ar (0,063%), 40Ar (99,600%); штучно одержано радіоактивні ізотопи 35Ar, 37Ar і 41Ar.
Аргон — безколірний, молекули його одноатомні; t° кип. — 185,83 °C, t° плав.— 189,3 °C, критична температура — 122,4 °C; критичний тиск — 48 атм. В природі аргон зустрічається лише у вільному стані і становить 0,933% (за об'ємом) повітря, з якого вперше його виділили у 1894 році У. Рамзай і Дж. Релей. У промисловості аргон добувають фракціонуванням рідкого повітря.